# Phigalia
Phigalia is een geslacht van vlinders van de familie spanners (Geometridae), uit de onderfamilie Ennominae.

## Soorten
- P. buckwelli Rungs, 1952
- P. denticulata Hulst, 1900
- P. djakenovi Moltrecht, 1933
- P. pilosaria

Perentak (Denis & Schiffermüller, 1775)
- P. sinuosaria Leech, 1897
- P. strigataria Minot, 1869
- P. titea Cramer, 1780
- P. verecundaria Leech, 1897